# 第40回全日本大学サッカー選手権大会
第40回全日本大学サッカー選手権大会は1991年11月20日から11月24日にかけて開催された全日本大学サッカー選手権大会である。早稲田大学が5年ぶり8回目の優勝を果たした。

## 概要
9地域の代表15校と総理大臣杯全日本大学サッカートーナメント優勝校が参加した。

### 大会日程
- 1991年11月20日 - 1回戦
- 1991年11月21日 - 準々決勝
- 1991年11月23日 - 準決勝
- 1991年11月24日 - 決勝

### 開催競技場
- 国立競技場（決勝）
- 西が丘サッカー場（1回戦・準々決勝・準決勝）
- 駒沢競技場（1回戦・準々決勝）
- 平塚競技場（1回戦）
- 等々力陸上競技場（1回戦）

## 出場大学
- 東海大学（総理大臣杯優勝・6年連続6回目）
- 札幌大学（北海道代表・4年連続22回目）
- 仙台大学（東北代表・2年ぶり12回目）
- 国士舘大学（関東第1代表・4年連続9回目）
- 早稲田大学（関東第2代表・2年連続20回目）
- 筑波大学（関東第4代表・2年ぶり18回目）
- 順天堂大学（関東第5代表・6年連続8回目）
- 金沢大学（北信越代表・6年連続17回目）
- 中京大学（東海第1代表・2年ぶり18回目）
- 愛知学院大学（東海第2代表・3年連続11回目）
- 大阪商業大学（関西第1代表・12年連続23回目）
- 同志社大学（関西第2代表・2年ぶり11回目）
- 立命館大学（関西第3代表・初）
- 広島修道大学（中国代表・14年ぶり5回目）
- 高知大学（四国代表・4年連続8回目）
- 鹿屋体育大学（九州代表・2年連続3回目）

## 試合日程・結果

### 1回戦
| 1991年11月20日 |

| 国士舘大学                 | 5 - 1 | 金沢大学 |
| 新村2 , · 自殺点 · 深川2 , |       | 松永     |

| 等々力陸上競技場 |

| 1991年11月20日 |

| 広島修道大学 | 0 - 3 | 順天堂大学     |
|              |       | 森山2 , · 水嶋 |

| 等々力陸上競技場 |

| 1991年11月20日 |

| 東海大学               | 3 - 2 延長 | 高知大学    |
| 自殺点 · 加藤 · 佐々井 |            | 秋田 · 向薗 |

| 平塚競技場 |

| 1991年11月20日 |

| 愛知学院大学 | 0 - 1 延長 | 同志社大学 |
|              |            | 佐藤       |

| 平塚競技場 |

| 1991年11月20日 |

| 早稲田大学         | 3 - 1 延長 | 仙台大学 |
| 古賀 · 上森 · 塚野 |            | 金原     |

| 西が丘サッカー場 |

| 1991年11月20日 |

| 鹿屋体育大学 | 1 - 1 延長 (PK 3-4) | 立命館大学 |
| 吉原         |                     | 古沢       |

| 西が丘サッカー場 |

| 1991年11月20日 |

| 筑波大学    | 2 - 1 延長 | 中京大学 |
| 藤田 · 川澄 |            | 野口     |

| 駒沢競技場 |

| 1991年11月20日 |

| 札幌大学 | 1 - 3 | 大阪商業大学       |
| 中島     |       | 見田 · 河野 · 濱田 |

| 駒沢競技場 |

### 準々決勝
| 1991年11月21日 |

| 国士舘大学  | 1 - 0 | 順天堂大学 |
| 岩科 後14分 |       |            |

| 西が丘サッカー場 |

| 1991年11月21日 |

| 東海大学 | 1 - 0 | 同志社大学 |
| 澤登     |       |            |

| 西が丘サッカー場 |

| 1991年11月21日 |

| 早稲田大学 | 1 - 0 | 立命館大学 |
| 上森       |       |            |

| 駒沢競技場 |

| 1991年11月21日 |

| 筑波大学 | 0 - 2 | 大阪商業大学              |
|          |       | 見田 前30分 (pen.) · 川口 |

| 駒沢競技場 |

### 準決勝
| 1991年11月23日 |

| 国士舘大学  | 1 - 5 | 東海大学                            |
| 深川 前11分 |       | 澤登 · 礒貝2 , · 後藤 後10分 · 加藤 |

| 西が丘サッカー場 |

| 1991年11月23日 |

| 早稲田大学  | 1 - 0 | 大阪商業大学 |
| 塚野 前35分 |       |              |

| 西が丘サッカー場 |

### 決勝
| 1991年11月24日 |

| 東海大学 | 1 - 1 再延長 (PK 2-4) | 早稲田大学 |
| 後藤     |                       | 広崎       |

| 国立競技場 |

## 最終結果
| 第40回全日本大学サッカー選手権大会 優勝チーム |
| --------------------------------------------- |
| 早稲田大学 5年ぶり8回目                       |

### 表彰

#### 最優秀選手賞
- 相馬直樹（早稲田大学）

#### 優秀選手賞
- ベストGK: 三田祐司（早稲田大学）
- ベストDF: 飯島寿久（東海大学）
- ベストMF: 古賀聡（早稲田大学）
- ベストFW: 大倉智（早稲田大学）

## 主な出場選手
- 奥野僚右（早稲田大学）
- 相馬直樹（早稲田大学）
- 原田武男（早稲田大学）
- 池田伸康（早稲田大学）
- 古賀聡（早稲田大学）
- 大倉智（早稲田大学）
- 澤登正朗（東海大学）
- 礒貝洋光（東海大学）
- 加藤望（東海大学）
- 飯島寿久（東海大学）
- 田坂和昭（東海大学）
- 埜下荘司（大阪商業大学）
- 見田雅之（大阪商業大学）
- 河野真一（大阪商業大学）
- 中口雅史（大阪商業大学）
- 杉山弘一（大阪商業大学）
- 中河昌彦（国士舘大学）
- 土橋正樹（国士舘大学）
- 永井秀樹（国士舘大学）
- 新村泰彦（国士舘大学）
- 深川友貴（国士舘大学）
- 熊埜御堂智（国士舘大学）
- 大神友明（筑波大学）
- 辛島啓珠（筑波大学）
- 木山隆之（筑波大学）
- 大岩剛（筑波大学）
- 藤田俊哉（筑波大学）
- 二宮浩（筑波大学）
- 服部浩紀（筑波大学）
- 三浦文丈（筑波大学）
- 小村徳男（順天堂大学）
- 古賀琢磨（順天堂大学）
- 平岡靖成（順天堂大学）
- 名波浩（順天堂大学）
- 棚田伸（順天堂大学）
- 森山泰行（順天堂大学）
- 篠田善之（中京大学）
- 秋田豊（愛知学院大学）
- 太田昌宏（同志社大学）
- 中西哲生（同志社大学）
- 佐藤慶明（同志社大学）
- 西田吉洋（同志社大学）
- 實好礼忠（立命館大学）
- 山崎真（鹿屋体育大学）
- 加納秀益（鹿屋体育大学）